# Вугор американський
Вугор американський (Anguilla rostrata) — катадромна риба, що водиться біля східного узбережжя Північної Америки. Він має змієподібне тіло з маленькою загостреною головою. Верхня частина тіла коричнева, нижня — кремово-жовта. Також американський вугор має гострі зуби, проте не має анальних плавців. Дуже нагадує європейського вугра, але має інше число хромосом та ребер. Найбільший спійманий американський вугор важив 4,2 кг, завдовжки 122 см.

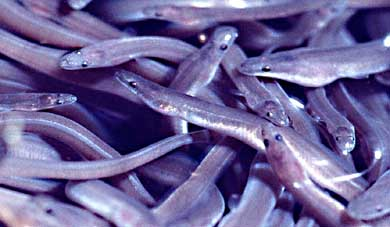
Молоді американські вугрі

Самиця американського вугра нерестує в солоній воді, після чого ікринкам потрібно від 9 до 10 тижнів для розвитку мальків. Після вилуплення, молоді вугри рухаються до узбережжя Північної Америки та проводять у прісноводних водоймах більшу частину життя. Самиця може відкласти до 4 мільйонів життєздатних ікринок, проте є одноплідною твариною, тобто гине швидко після нересту.
Дорослі вугри живуть переважно в прісній воді, та знайдені уздовж атлантичного узбережжя Північної Америки, включаючи Чесапікську і Гудзонову затоки. Вугор полює переважно вночі, а протягом дня ховається в мулі, піску або гальці.
Американський вугор є економічно важливою рибою на всьому своєму ареалі. Їх виловлюють у великій кількості як для споживання у їжу, так і для акваріумів. Вугри допомагають екосистемі атлантичного узбережжя, поїдаючи мертву рибу і трупи інших морських тварин, хоча вугри харчуються і живими рибами та безхребетними. Якщо вугор дуже голодний, він може нападати навіть на власних мальків.